# (34753) Zdeněkmatyáš
(34753) Zdeněkmatyáš – planetoida z grupy pasa głównego asteroid okrążająca Słońce w ciągu 3 lat i 85 dni w średniej odległości 2,18 j.a. Została odkryta 24 sierpnia 2001 roku w obserwatorium astronomicznym w Ondřejovie przez Petra Pravca i Petera Kušniráka. Nazwa planetoidy pochodzi od Zdenka Matyáša (1914–1956), czeskiego fizyka teoretycznego. Przed jej nadaniem planetoida nosiła oznaczenie tymczasowe (34753)  2001 QU110.